# Яхорина (гора)
Яхорина — гора и горнолыжный курорт в общине Пале, на территории Республики Сербской,  энтитет (образование) в составе Боснии и Герцеговины. Высота горы составляет 1 916 метров над уровнем моря. В среднем, 175 дней в году — с октября по май Яхорина покрыта снегом. В среднем, толщина снежных покровов в феврале составляет 106 сантиметров. Горнолыжный центр на Яхорине использовался и во время зимних Олимпийских игр в Сараеве.
От Сараева гора находится на расстоянии в 30 километров, от Пале — 15 километров.